# 杜斯堡
杜斯堡（Doesburg）是荷蘭的一個城市和市镇，位於荷蘭東部，在行政區劃上屬於海爾德蘭省。杜斯堡在1237年獲得城市地位。

## 外部連結
- 维基共享资源上的相關多媒體資源：杜斯堡
- Official website （页面存档备份，存于）